# اريك غودوي
اريك غودوي (بالإسبانية: Eric Godoy)‏ هو لاعب كرة قدم تشيلي، ولد في 26 مارس 1987 في فالبارايسو في تشيلي. شارك مع منتخب تشيلي تحت 20 سنة لكرة القدم ومنتخب تشيلي لكرة القدم. أما مع النوادي، فقد لعب مع سانتياغو واندررز.

## وصلات خارجية
- اريك غودوي على موقع الاتحاد الدولي (مؤرشف)  (الإنجليزية)
- اريك غودوي على موقع قاعدة بيانات كرة القدم.إي يو (الإنجليزية)
- اريك غودوي على موقع ناشيونال فوتبول تيمز (الإنجليزية)
- اريك غودوي على موقع Soccerway.com (الإنجليزية)
- اريك غودوي على موقع عالم كرة القدم.نت (الإنجليزية)